# NGC 217
NGC 217 (ook wel GC 114, IRAS 00390-1017, H 2.480, h 48, MCG -02-02-085 of PGC 2482) is een spiraalvormig sterrenstelsel in het sterrenbeeld Walvis. Het hemelobject werd op 28 november 1785 ontdekt door de Duits-Britse astronoom William Herschel.